# Glukozydy

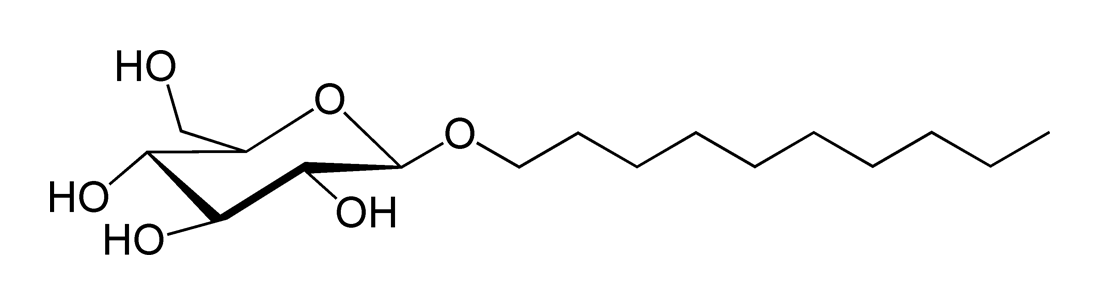
Glukozyd decylowy, stosowany jako surfaktant

Glukozydy – grupa organicznych związków chemicznych, zaliczanych do glikozydów. Formalnie są to acetale powstałe z glukozy.